# Austremonius

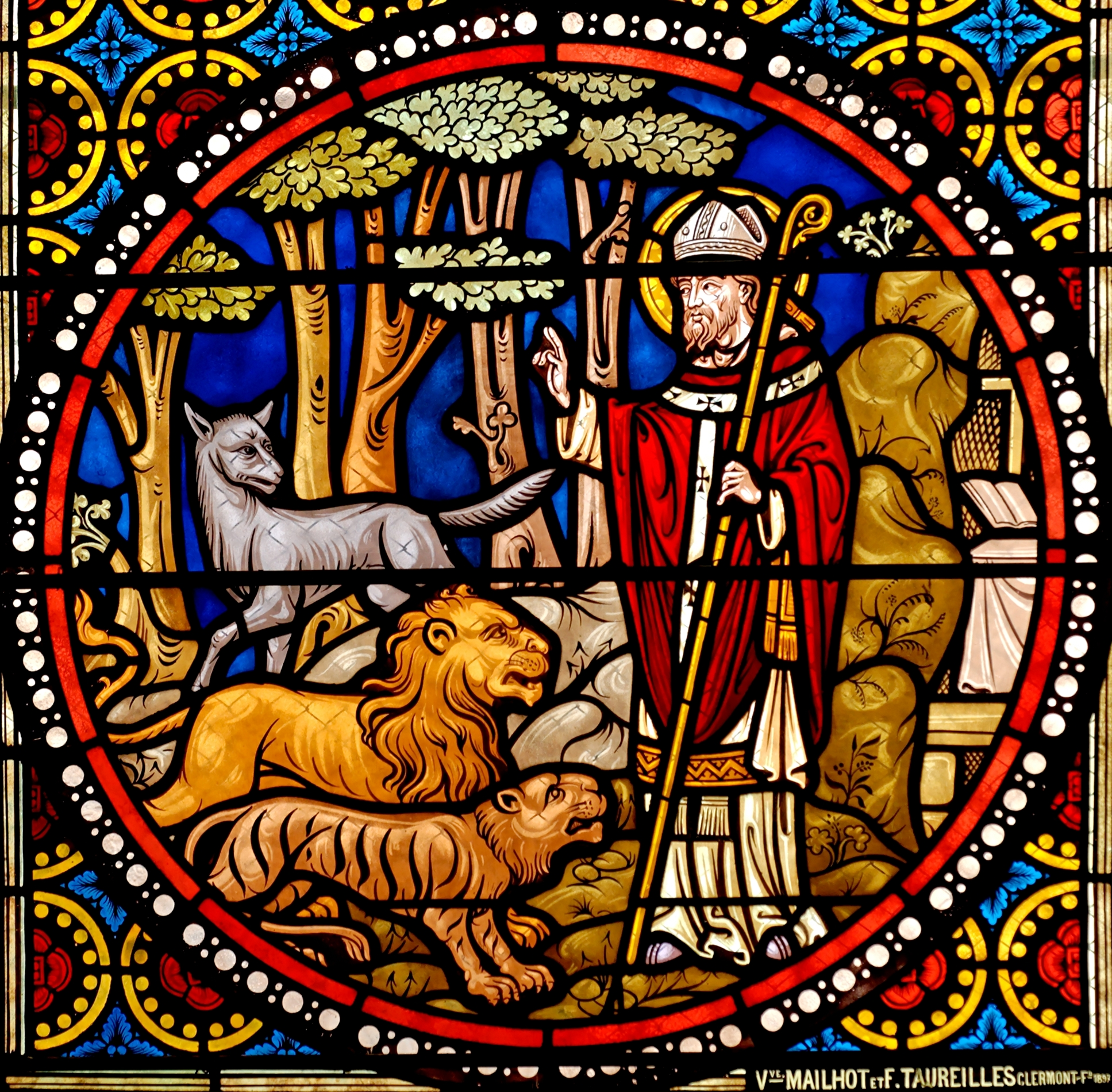
Scène uit het leven van Sint-Austremonius: de heilige tussen de wilde dieren.

De heilige Austremonius, of Stremoine, (Emmaüs, ? - 286) was een Frans bisschop. Hij werd in de 3e eeuw door paus Fabianus uitgezonden om Auvergne te kerstenen en werd de eerste bisschop van Clermont. Volgens één heiligenverhaal is Austremonius een martelaar vanwege het feit dat hij door een rabbi doodgeslagen zou zijn na het bekeren van zijn zoon.
Zijn feestdag is op 1 november.